# Molitva

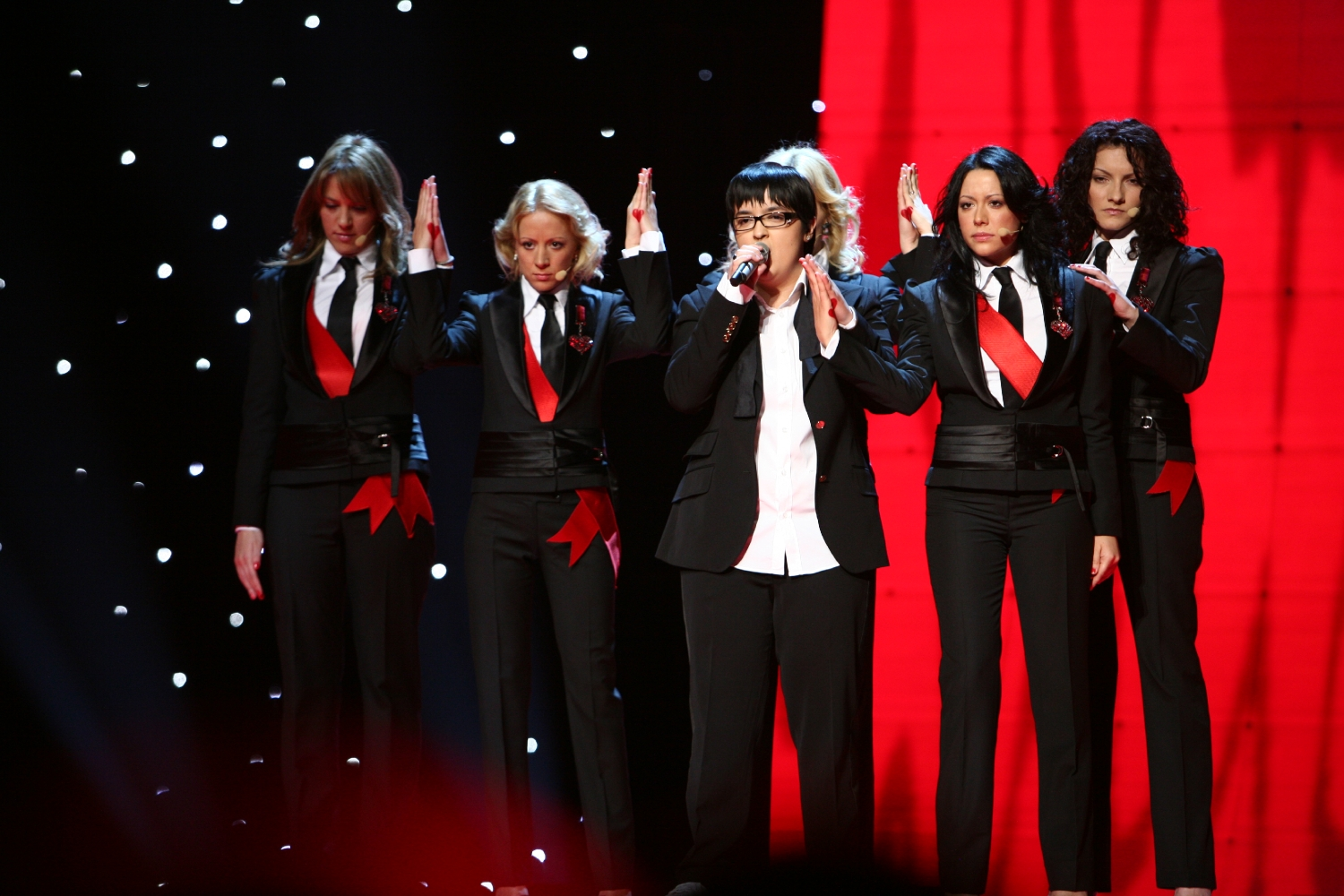
Šerifović vertolkt Molitva op het Eurovisiesongfestival in 2007

Molitva (Nederlands: gebed) is een lied van de Servische zangeres Marija Šerifović. Met dit nummer won zij in 2007 het Eurovisiesongfestival. 

## Achtergrond
Servië nam in 2007 voor het eerst als onafhankelijk land deel aan het Eurovisiesongfestival. Het meeslepende Molitva, dat door Šerifović in het Servisch werd vertolkt, zorgde meteen voor een groot succes door zowel de halve finale als ook de finale te winnen. Het was tot de inzending van Portugal in 2017, precies 10 jaar later, het enige niet-Engelstalige lied dat het songfestival gewonnen heeft sinds de invoering van de vrije taalregel in 1999. 
Šerifović nam ook een Russische versie van het lied op, alsmede een Engelstalige versie, getiteld Destiny.

## Hitlijsten
| België (Ultratip Vlaanderen)                      | 4   |
| Zweden (Sverigetopplistan)                        | 9   |
| Zwitserland (Schweizer Hitparade)                 | 19  |
| Verenigd Koninkrijk (The Official Charts Company) | 112 |

In Nederland kwam Molitva niet in de hitparades terecht.

1956: Refrain · 
1957: Net als toen · 
1958: Dors, mon amour · 
1959: 'n Beetje · 
1960: Tom Pillibi · 
1961: Nous les amoureux · 
1962: Un premier amour · 
1963: Dansevise · 
1964: Non ho l'età · 
1965: Poupée de cire, poupée de son · 
1966: Merci, chérie · 
1967: Puppet on a string · 
1968: La la la · 
1969: Un jour, un enfant, De troubadour, Vivo cantando, Boom bang-a-bang · 
1970: All kinds of everything · 
1971: Un banc, un arbre, une rue · 
1972: Après toi · 
1973: Tu te reconnaîtras · 
1974: Waterloo · 
1975: Ding-a-dong · 
1976: Save your kisses for me · 
1977: L'oiseau et l'enfant · 
1978: A-ba-ni-bi · 
1979: Hallelujah · 
1980: What's another year · 
1981: Making your mind up · 
1982: Ein bißchen Frieden · 
1983: Si la vie est cadeau · 
1984: Diggi-loo diggi-ley · 
1985: La det swinge · 
1986: J'aime la vie · 
1987: Hold me now · 
1988: Ne partez pas sans moi · 
1989: Rock me · 
1990: Insieme: 1992 · 
1991: Fångad av en stormvind · 
1992: Why me? · 
1993: In your eyes · 
1994: Rock 'n' roll kids · 
1995: Nocturne · 
1996: The voice · 
1997: Love shine a light · 
1998: Diva · 
1999: Take me to your heaven · 
2000: Fly on the wings of love · 
2001: Everybody · 
2002: I wanna · 
2003: Everyway that I can · 
2004: Wild dances · 
2005: My number one · 
2006: Hard rock hallelujah · 
2007: Molitva · 
2008: Believe · 
2009: Fairytale · 
2010: Satellite · 
2011: Running scared · 
2012: Euphoria · 
2013: Only teardrops · 
2014: Rise like a phoenix · 
2015: Heroes · 
2016: 1944 · 
2017: Amar pelos dois · 
2018: Toy · 
2019: Arcade · 
2021: Zitti e buoni · 
2022: Stefania · 
2023: Tattoo · 
2024: The code